# Lolita Euson
Lolita Euson (27 tháng 10 năm 1914 - 13 tháng 8 năm 1994) là một nhà văn và nhà thơ người Hà Lan. Bà được đầu tư như một Hiệp sĩ của Dòng Cam-Nassau, và các đường phố ở cả Sint Eustatisus và San Nicolaas, Aruba, đều mang tên bà. Năm 1996, bà được tưởng niệm bởi một con tem Arubian, trong đó mô tả chân dung của bà.

## Tiểu sử
Lolita Esmeralda được sinh ra trên đảo Sint Eustatius của Hà Lan vào ngày 27 tháng 10 năm 1914.  [Ghi chú 1] Năm 1936, bà rời Sint Eustatius và chuyển đến Aruba,  nơi bà giành được sự hoan nghênh cho các cột hàng tuần của mình trong định kỳ The Local. Euson xuất bản tập thơ đầu tiên Những lời ca ngợi ngọt ngào vào năm 1988, đã giành được giải thưởng Nhà thơ vàng từ Thế giới thơ ở Sacramento, California   và được các vị chức sắc địa phương tổ chức trong một buổi lễ tại San Nicolaas. Bộ sưu tập bao gồm những bài thơ được viết để ca ngợi những dịp khác nhau, bao gồm các chủ đề quốc gia và tôn giáo,  và xúc động về cái chết của Tổng thống John F. Kennedy cũng như các chủ đề liên quan đến hoàng gia Hà Lan. Euson được đầu tư như một Hiệp sĩ của Dòng Cam-Nassau.

## Cái chết và di sản
Euson qua đời vào ngày 13 tháng 8 năm 1994 tại Aruba. Năm 1995, tên của bà được đặt trên một con phố ở San Nicolas, Aruba. Cũng có một con đường mang tên b àở Sint Eustatius. Năm 1996, một con tem bưu chính mang hình dáng của bà đã được phát hành ở Aruba. sau khi chết, bài thơ được viết bởi Euson đã được đưa vào tuyển tập 2010 Klaas de Groot của nhà văn Caribbean, Vaar Naar de vuurtoren (Sail đến Lighthouse)  và 2014 khối lượng, Moonlight trên Waves bao gồm những bài thơ trước đây chưa được công bố bởi các tác giả   Tương tự như tập trước của bà, những bài thơ có xu hướng tập trung vào chủ đề tôn giáo và ngày lễ. Bà là mẹ của ca sĩ Caribe Julio Euson.

### Trích dẫn
1. 1 2 3 4 5 6 7  Bon Dia 2015.
2. 1 2 3  Arnold, Rodríguez-Luis & Dash 2001.
3. 1 2 3 4  Rutgers 2016.
4. ↑  Amigoe Aruba 1988.
5. 1 2  Rutgers 1990.
6. ↑  Cartogiraffe 2017.
7. ↑  Hagenaars 2011.